# Tallium-monoxid
A tallium(I)-oxid vagy tallium-monoxid szervetlen vegyület, a tallium egyik oxidja, képlete  Tl2O.

## Előállítása
Tallium(I)-hidroxid hevítésével 100 °C-on vagy tallium(III)-oxid hevítésével levegő nélkül 700 °C-on.

## Tulajdonságai
Nagyon higroszkópos, szilárd, fekete anyag. Jól oldódik vízben, oldódásakor sárga színű tallium(I)-hidroxid keletkezik. Benne a tallium oxidációs száma +1. Kristályszerkezete trigonális, anti-kadmium(II)-jodid, tércsoport R3m. Erősen toxikus. Savakkal reagálva tallium(I)-sók keletkeznek belőle.

## Felhasználása
Több magas hőmérsékletű szupravezető alkotórésze. Speciális nagy törésmutatójú üveg készül belőle.

## Fordítás
- Ez a szócikk részben vagy egészben  a   Thallium(I)-oxid című német Wikipédia-szócikk fordításán alapul.  Az eredeti cikk szerkesztőit annak laptörténete sorolja fel. Ez a jelzés csupán a megfogalmazás eredetét és a szerzői jogokat jelzi, nem szolgál a cikkben szereplő információk forrásmegjelöléseként.
- Ez a szócikk részben vagy egészben  a   Thallium(I) oxide című angol Wikipédia-szócikk ezen változatának fordításán alapul.  Az eredeti cikk szerkesztőit annak laptörténete sorolja fel. Ez a jelzés csupán a megfogalmazás eredetét és a szerzői jogokat jelzi, nem szolgál a cikkben szereplő információk forrásmegjelöléseként.